# Tyttocharax
Genre
Tyttocharax est un genre de poissons téléostéens de la famille des Characidae et de l'ordre des Characiformes.

## Liste d'espèces
Selon FishBase (14 juin 2015):
- Tyttocharax cochui (Ladiges, 1950)
- Tyttocharax madeirae Fowler, 1913
- Tyttocharax metae Román-Valencia, García-Alzate, Ruiz-C. & Taphorn, 2012[2]
- Tyttocharax tambopatensis Weitzman & Ortega, 1995